# Scolopax rochussenii
La beccaccia dell'Isola di Obi (Scolopax rochussenii, Schlegel 1866) è un raro uccello della famiglia degli Scolopacidae dell'ordine dei Charadriiformes.

## Sistematica
Scolopax rochussenii non ha sottospecie, è monotipica.

## Distribuzione e habitat
Questa beccaccia vive esclusivamente in Indonesia, nelle isole di Obi e Bacan.